# Technikzeitschrift
Eine Technikzeitschrift ist eine Fachzeitschrift mit Schwerpunktthemen aus der Technik, die regelmäßig oder als einmalige Sonderhefte erscheint. 

## Veröffentlichung
Technikzeitschriften werden, wie andere Fachzeitschriften, in verschiedenen Zyklen veröffentlicht. Dabei werden bei Technikzeitschriften prinzipiell zwei Zyklen unterschieden:
- Typisch regelmäßig erscheinende Technikzeitschriften enthalten meist eine Mischung aus aktuellen Technik-Neuheiten, Technik-Firmen-Inseraten, Grundlagen-Artikel, teilweise Inserate, sowie praktische Projektbeschreibungen die hier eher über mehrere Ausgaben verteilt sind.
- Einmalige Technikzeitschrift-Sonderhefte enthalten oft längere Grundlagenartikel, vertiefende Beschreibungen über neueres Spezialwissen sowie vollständige praktische Projektbeschreibungen.

Technikzeitschriften haben meist eigene Webseiten mit wichtigen Fachartikeln und Foren als Informationsaustauschplattform für alle Leser.
In den sehr schnelllebigen Technikbereichen (z. B. Grundlagenforschung und angewandte Forschung, Elektronik, IT) werden sehr viele Neuheiten und Artikelbeschreibungen zunächst auf den technikspezifischen Webportalen veröffentlicht, bevor eine Auswahl als gedruckte Technikzeitschrift in den Printmedien erhältlich ist.